# 예술가

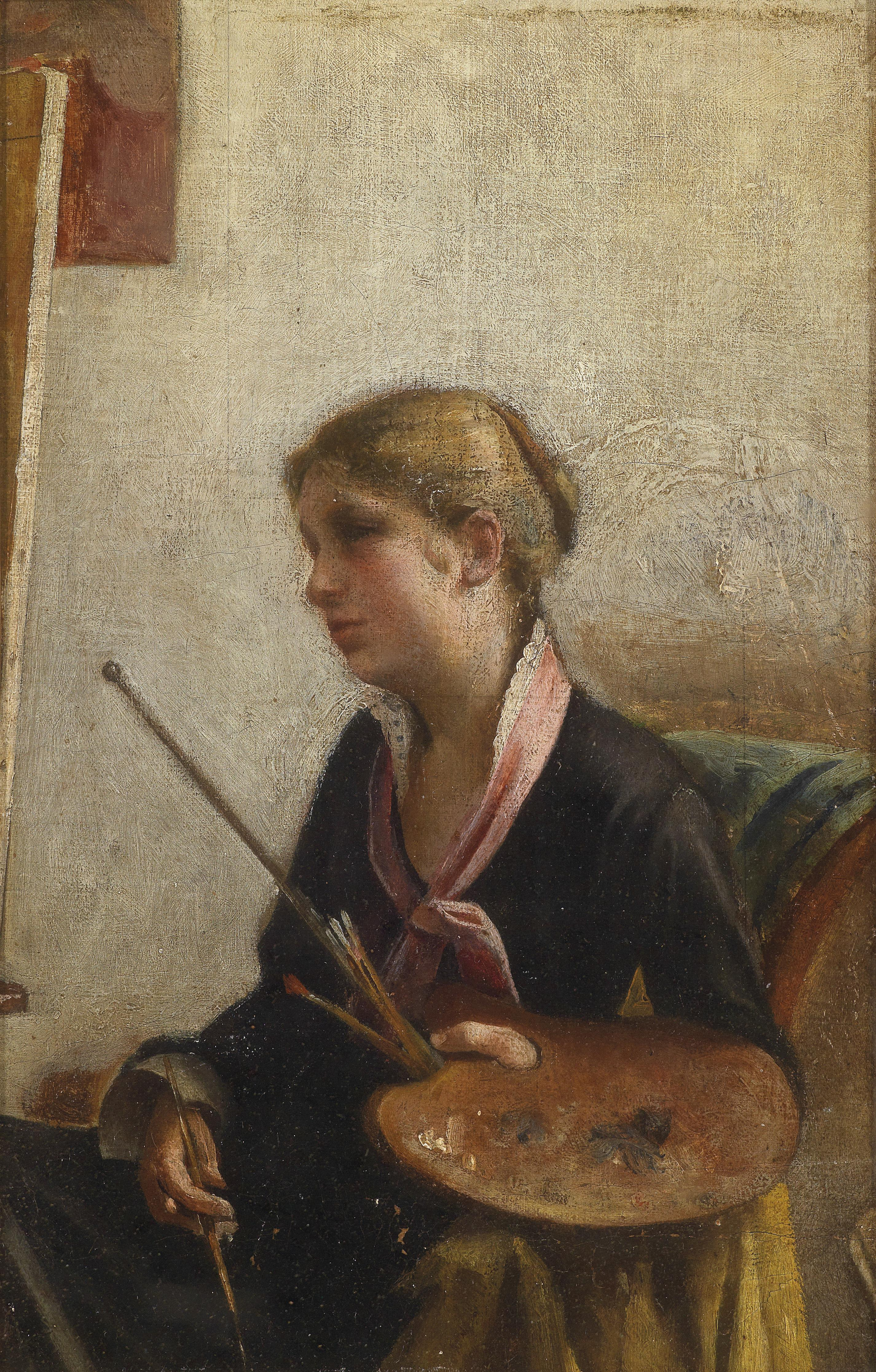
예술가

예술가(藝術家) 또는 아티스트(Artist)는 예술 활동, 곧 예술 작품을 창작하거나 표현하는 것을 직업으로 하는 사람이다. 자격 제도가 아니기 때문에 예술가와 그렇지 않은 사람의 명확한 기준은 마련되어 있지 않다. 하지만 보통 예술가(藝術家)란, 예술을 직업 혹은 생업으로 해서 살아가는 사람을 일컫는다. '작가'라고도 한다. 단 이 표현은 특정 분야의 예술가를 해당 분야의 사람들이 부르는 명칭인 경우가 많다. 현대에 와서는 자칭하는 사람이 많아 의미가 모호해졌다.

## 특징
창의력(상상력)과 표현력이 동반되지 않으면 성공하기 힘든 직업이다. 예술은 사람들을 결합시키고 사람들에게 감정이나 사상을 전달하는 수단이 된다. 과학도 같은 구실을 하기는 하나, 과학은 주로 개념으로 설명하고 예술은 미적 형상(美的形象)으로 설명한다. 따라서 예술가들은 시대를 앞서나가는 통찰력과 각계각층을 포용할 수 있는 공감력을 갖춰야 하며 이는 곧 높은 수준의 학문적 지식과 많은 경험을 요구했었다.

## 노동자성
예술가의 불분명한 지위는 예술 노동 논쟁을 불러일으키는 가장 중요한 원인 중 하나이다. 제도가 용인하는 지위의 확보와 이를 근거로 한 분배는 정당한 사회 구성원이 된다는 것과 동일한 의미를 가지게 되기 때문이다. 독일 낭만주의 전통에서 예술과 노동(labour)을 상반되는 개념으로 이해되었다. 마르크스는 예술이 구상과 실행이 통일된 노작(work)의 성격을 가지고 있다고 보았다. 이동연은 예술가에게 노동과 창작은 분리해서 설명할 수 없으며, 창작은 노동의 일부이지만 미적 가치를 생산하다는 점에서 특수한 노동이라고 주장하였다.

## 분류
- 문학
  - 소설가
  - 수필가
  - 시인
  - 극작가
  - 각본가
- 미술
  - 미술가
  - 화가
  - 조각가
  - 판화가
  - 서예가
  - 만화가
  - 삽화가
- 음악
  - 성악가
- 공연
  - 마술사
  - 가수
  - 작사가
  - 작곡가
  - 연주자
  - 지휘자
- 영상
  - 영화 감독
  - PD
  - 애니메이터
- 연기
  - 배우
  - 성우
  - 코미디언
- 행위예술
  - 행위예술가
- 무용
  - 발레리나
  - 발레리노
  - 댄서
  - 안무가
- 사진가
- 디자이너
- 건축가